# Onze-Lieve-Vrouwekapel (Pollare)
De Onze-Lieve-Vrouwekapel is een grote kapel in de tot de Oost-Vlaamse gemeente Ninove behorende plaats Pollare, gelegen aan Echel.

## Geschiedenis
Vanaf de 16e eeuw was hier een bedevaartsoord. In 1770 werd er een kapel gebouwd. De huidige kapel is van 1956. Hij is gebouwd op een heuvelrug met een hoogte van 66 meter.

## Gebouw
De bakstenen kapel is in feite een klein eenbeukig kerkje, gebouwd in een eenvoudige neoromaanse stijl. Het koor is naar het zuidoosten gericht en heeft een halfronde apsis. Aan de voorgevel bevindt zich een aangebouwde vierkante toren, gedekt door een overstekend tentdak.